# Španska kriza (2008–2016)
Pred globalno finančno krizo je bila v Španiji stopnja gospodarske rasti visoka vse do leta 2007, dokler se ni leta 2008 ustavila in napočil je čas gospodarske krize, ki je tudi vodil v socialno, politično in institucionalno stisko. Špansko gospodarstvo je temeljilo predvsem na storitvah (poudarek na turizmu), industriji, pa tudi kmetijstvu. Pomembna je bila panoga gradbeništva in nepremičninski trg, kamor so se širile investicije. Te investicije so bile tvegane in zaradi njih se je v težavah znašla španska banka, ki je problem sprva skušala rešiti z refinanciranjem dolžnikov, kar pa je le poslabšalo situacijo in podražilo njeno reševanje. Nestabilni finančni sistem in potreba po zmanjšanju javno-finančnega primanjkljaja so prisilile špansko vlado, da zaprosi za finančno pomoč Evropsko unijo. Ta jih je prisilila k varčevalnim ukrepom in strukturnim reformam. 

## Gospodarska kriza
Liberalizacija trgov, hiter tehnološki napredek in razvoj finančnih produktov ter instrumentov so pripomogli k hitremu razvoju globalnega finančnega trga. Očitni začetki finančne krize v ZDA segajo že v leto 2006, medtem ko je Španijo aktualna kriza zajela preko nepremičninske krize, ki se je odvijala v bančnem sektorju. Banke so hipoteke in kredite prodajale klientom z nizkimi plačilnimi sposobnostmi. Da bi svoje posle zavarovale, so pri tem ustvarjale produkte, katere so širile med druge finančne ustanove. Kredite se je posojalo tudi gradbenemu sektorju, v kateremu je v času pred krizo bilo zaposlenih že skoraj 14 % delovne sile. Bistveno se je povečal obseg gradnje. Ustvarjali so se finančni baloni, ki so se širili iz države v državo, pri tem pa ustvarjali napihnjen BDP, dokler ni balon počil in sprožil začetek recesije. Zunanji razlogi španske gospodarske krize so bili torej kapitalistični sistem in kriza v ZDA. Notranji razlogi pa so bili nizka produktivnost španske ekonomije, nepremičninski mehurček, ki je privlačil investitorje in kapital, da so vlagali v gradbeni sektor in ne toliko v druge, fiskalne ugodnosti in nizke plače delavcev. Recesija je v Španiji sprožila zmanjšanje domače potrošnje, povečanje zadolženosti gospodinjstev in zunanjega dolga države ter zmanjšanje gospodarske konkurenčnosti.

### Ukrepi
Ukrepi so potekali na dveh ravneh, na ravni EU in Španije. Članice EU so se strinjale, da se bojo razpoložljiva sredstva uporabila za preprečitev propada bistvenih finančnih institucij. Tako je bila Španija od EU deležna dokapitalizacije. Podali so smernice reform in varčevalnih ukrepov, ki naj bi bili kratke narave in spodbudili dolgoročne finance. Španska vlada je leta 2008 pripravila plan reševanja gospodarstva. Načrt za spodbudo ekonomije in zaposlenosti so imenovali Plan E (Plan Español para el Estímulo de la Economía y del Empleo), s katerim so želeli ustvarjati zaposlenost tako, da bi pomagali reševati finančni sistem z varčevanjem, ponudili bi pomoč gospodinjstvom in podjetjem ter modernizirali ekonomijo. Z različnimi ukrepi so želeli zmanjšati javnofinančni primanjkljaj, dolg in porabo. To so storili s povečanjem davka na dodano vrednost, znižanjem izdatkov ministrstev, omejitvami zaposlovanja v javni upravi, zmanjšanjem plač v javnem sektorju, zamrznitev pokojnin, zmanjšanje porabe v zdravstvu, privatizacijo javnih podjetij itd.

## Politična kriza
Po gospodarski recesiji se je pojavila še politična kriza. Ker je bila vlada nezmožna uspešnega reševanja ekonomije, se je pojavilo nezaupanje do demokratičnih institucij v državi. Varčevalne politike so spodbudile socialno neenakost in uničile socialni konsenz. Poleg tega so ti varčevalni ukrepi namesto rasti sprožili negativne učinke na zaposlovanje, uničili so državo blaginje in ostale socialne politike.

## Socialna kriza
Najočitnejši znak socialne krize je bila povečana brezposelnost, ki je obubožala precejšen del prebivalstva. Do konca leta 2012 naj bi tako v Španiji bilo že šest milijonov nezaposlenih, od tega 26 % aktivnega prebivalstva in več kot 50 % mladih, mlajših od 25 let. 27 % prebivalstva se je znašlo na robu revščine in socialne izključenosti. Mnogo mladih je zapustilo državo.

### Družbeno gibanje 15-M
15 maja 2011 so v Madridu organizirali družbeno gibanje, ki se je nadaljnjo razširilo čez več kot 50 španskih mest. Glas o njem se je širil zlasti prek spletnih socialih omrežij. Mobilizacije so bile mirne, heterogen karakter sodelujočih in visoko število mladih z univerz pa sta pripomogla k legitimnosti samega gibanja. Zahtevali so reformo volilnega sistema in borbo proti korupciji, privilegijem vladajočega razreda ter moči finančnikov. Izrazili so željo po bolj parcipativni demokraciji.